# Zbyněk Ziggy Horváth
Zbyněk Ziggy Horváth (* 27. října 1969 Zlín) je český písničkář, lektor osvěty a primární prevence, aktivista a komunální politik za hnutí STAN.

## Život
Po opakovaných vyloučeních prošel středními odbornými učilišti ve Valašských Kloboukách a Uherském Brodě. Za své názory byl perzekvován komunistickým režimem. Formální střední odborné vzdělání si tak doplňoval diskuzemi s osobnostmi z řad odpůrců režimu, politických vězňů či exkomunikovaných kněží. Desítky let se pod záštitou Konfederace politických vězňů ČR, v níž mu bylo uděleno čestné členství, věnuje osvětě a primární prevenci dětí a mládeže. Mimo pořádání besed s politickými vězni a výchovných koncertů se jako lektor dopravní výchovy stará o vyšší bezpečnost dětí v rámci výuky BESIP na několika dopravních hřištích na Zlínsku.
Živí se také jako písničkář s kytarou, angažovaný básník, hudebník a textař, příležitostně též moderuje kulturní akce.
Dlouhodobě vstupoval do politického dění z pozice vedoucí osobnosti z řad občanské společnosti. Organizoval např. protesty proti Andreji Babišovi Dříve s občanským sdružením Repelent 21 protestoval proti účasti komunistů ve zlínské krajské koalici. V roce 2019 podal trestní oznámení na bývalého prezidenta ČR Václava Klause pro podezření z trestného činu pomluvy za jeho výroky v pořadu Partie na TV Prima, kde vyjádřil přesvědčení, že na letenskou demonstraci Milionu chvilek byli demonstrující z Moravy sváženi autobusy zdarma. Pokud by nedošlo ze strany PČR k odložení, byl připraven toto křivé obvinění vyvrátit řadou nezvratných důkazů. Dříve vystupoval proti tzv. Opoziční smlouvě a následně proti dalším představitelům polistopadové moci, kterou obviňoval z klientelismu, populismu a příklonu k autoritářským režimům Ruska a Číny.
Zbyněk Ziggy Horváth žije v obci Spytihněv na Zlínsku. Je ženatý, s manželkou Kateřinou vychovává syny Matyáše a Tobiáše.

## Politické působení
Kandidoval ze zadních pozic kandidátky za hnutí STAN. Poprvé v krajských volbách v roce 2020, ve volbách do Zastupitelstva Zlínského kraje, následně ve volbách do Poslanecké sněmovny PČR v roce 2021 ve Zlínském kraji za koalici Piráti a Starostové.
V komunálních volbách v roce 2022 sestavil proti jedinému kandidujícím politickému subjektu Vize pro Spytihněv, který vedl obec po tři volební období za nezájmu voličů (s volební účastí hluboko pod 40 %) sdružení nezávislých kandidátů s podporou hnutí STAN s názvem „Volba pro Spytihněv s podporou starostů“, s nímž se mu podařilo volební účasti téměř zdvojnásobit a získat přes 18 % hlasů.
Ve volbách do Senátu PČR v roce 2024 kandidoval jako člen hnutí STAN v obvodu č. 80 – Zlín. Při blížících se ničivých povodních však předčasně ukončil volební kampaň a spolu se svým úzkým týmem se s plným nasazením věnoval pomoci občanům a organizacím postiženým povodní. 
Ve volbách do Poslanecké sněmovny PČR v roce 2025 kandiduje na 6. místě kandidátky hnutí STAN ve Zlínském kraji.